# Dave Dictor
Dave Dictor (New York, 1956) è un cantante e produttore discografico statunitense membro del gruppo hardcore punk statunitense MDC..
È inoltre il fondatore della R Radical Records, etichetta discografica attiva fino ai primi anni '90 che produsse band come Condemned To Death, Dirty Rotten Imbeciles e Reagan Youth.
Dictor si esibisce tuttora con gli MDC in giro per il mondo e ha recentemente fatto un tour negli USA con i Citizen Fish.
È anche apparso nel film American Hardcore, basato sull'omonimo libro. Anche la sua canzone I Remember è apparsa nel film e nella colonna sonora.
Nel 1984 ha prodotto il doppio album compilazione International P.E.A.C.E. Benefit Compilation, che vedeva fra gli altri band come Crass, D.O.A., Dirty Rotten Imbeciles, Septic Death, Conflict, Reagan Youth, White Lies, Subhumans, Dead Kennedys, Butthole Surfers, ma anche gruppi della scena italiana come Negazione, Peggio Punx, Declino, Wretched, Contrazione, Impact, Kangrena e RAF Punk.
Gli MDC hanno scritto testi spesso anti-omofobici, per esempio nel brano America So Straight?.
Dictor ha anche avuto un forte litigio con i Bad Brains a causa della loro presunta omofobia verso Randy Turner dei Big Boys; ciò è descritto nella canzone degli MDC Pay to Come Along.
Tuttavia Dictor ha dichiarato in un'intervista del 2007 di non essere gay, ma di essere stato un travestito.

## Discografia
- 1982 - Millions of Dead Cops
- 1986 - Smoke Signals
- 1987 - Millions of Damn Christians - This Blood's for You
- 1989 - Metal Devil Cokes
- 1991 - Hey Cop!!! If I Had a Face Like Yours...
- 1993 - Shades of Brown
- 2004 - Magnus Dominus Corpus